# Orion (Illinois)
Orion – wieś w Stanach Zjednoczonych, w stanie Illinois, w hrabstwie Henry.